# Sikoly (film, 1996)
A Sikoly (Scream) 1996-ban bemutatott amerikai tinihorror, Wes Craven rendezésében. A Sikoly-filmek első része.

## Cselekmény
A fiktív Woodsboro nevű kaliforniai városban élő, középiskolás Casey Becker telefonhívást kap egy vele látszólag flörtölni próbáló ismeretlentől, aki a kedvenc horrorfilmjéről kérdezi a lányt. A hívó fél hamarosan azonban felfedi szadista szándékait és életveszélyesen megfenyegeti Caseyt. Azt állítva, hogy a lány barátját, Steve Orth-ot fogságban tartja, horrorfilmes kvízkérdéseket tesz fel Caseynek. Amikor Casey rossz választ ad, az ismeretlen megöli Steve-t. Casey megtagadja a további válaszadást, ekkor egy maszkos gyilkos végez vele. A lány szülei egy fán lógva találnak rá gyermekük holttestére.
Másnap a város a média kereszttüzébe kerül és rendőrségi nyomozás indul a bizarr ügyben. Eközben a helyi diáklány Sidney Prescott próbál megbirkózni a Cotton Weary által meggyilkolt édesanyja halálának közelgő egyéves évfordulójával. Mialatt otthonában egyik barátjára, Tatum Rileyre vár, fenyegető telefonhívást kap. A hívás megszakítása után rátámad a maszkos gyilkos, de Sidney el tud menekülni. Párja, Billy Loomis nem sokkal később megérkezik, de Sidney gyanakodni kezd, hogy ő volt az ismeretlen hívó és elmenekül előle. Billyt letartóztatják, Sidney pedig Tatum házában tölti az éjszakát, ahol ismét egy baljós hívást kap.
Billyt másnap szabadon engedik. Az új gyanúsítottá Sidney apja, Neil Prescott válik, mert a nyomozás alapján az ő telefonjáról érkeztek a hívások. Róla azonban senki sem tudja, hol lehet, mert elutazott ugyan, de a szállodába már nem érkezett meg. A gyilkosságok miatt a helyi iskolát átmenetileg bezárják. A tanulók távozása után Himbry igazgatót halálra késelik az irodájában. Tatum párja, Stu Macher bulit rendez az iskola bezárásának megünneplésére, melyen Sidney, Tatum és barátjuk, Randy Meeks mellett számos egyéb iskolás is részt vesz. A riporter Gale Weathers hívatlanul megjelenik a buliban, a gyilkos felbukkanására számítva. Tatum bátyja, Dewey Riley őrmester szintén nyomozni kezd a partin. Tatumot egy garázsajtóval megöli a maszkos gyilkos, eltörve a nyakát. Billy megérkezik és négyszemközt akar beszélni Sidneyvel, majd ezt követően szeretkeznek egymással. Himbry halálának hírére sok tanuló hazamegy, de Sidney, Billy, Randy, Stu és Gale operatőre, Kenny a helyszínen marad – Dewey és Gale eközben átvizsgál egy közelben lévő, elhagyatott autót.
Az együttlétük után Sidneyt és Billyt megtámadja a gyilkos, látszólag végezve a fiúval. Sidney csodával határos módon ki tud menekülni a házból és Kennytől kér segítséget, de a gyilkos elvágja annak torkát. Gale és Dewey eközben felfedez egy autót egy árokban, a férfi pedig rájön hogy a jármű Neil Prescott tulajdona, majd arra gyanakodva, hogy Neil a gyilkos, visszatérnek a házba. Gale menekülni próbál egy autóval, de balesetet szenved. Deweyt a ház átkutatása közben hátba szúrják, Sidney elveszi az őrmester fegyverét. Stu és Randy megjelenik és kölcsönösen egymást vádolják meg a gyilkosságokkal. Sidney a házba visszatérve rátalál a sebesült, de mégis életben lévő Billyre. A lány Billynek adja a fegyverét, aki beengedi a házba és lelövi Randyt. Billy felfedi, hogy csak színlelte sérüléseit és ő a gyilkos – Stu pedig a bűntársa.
Billy és Stu megvitatja terveiket, Sidney megölésére, és a lány apjának megvádolására, akit korábban túszul ejtettek, majd őrületükben egymást is szurkálni kezdik. Azt is elárulják, hogy nem Cotton, hanem ők ölték meg annak idején Sidney anyját, mert az asszonynak viszonya volt Billy apjával, tönkretéve ezzel a fiú családját. A karambolt túlélő Gale közbeavatkozik, és a lehetőséget kihasználva Sidney végez Stúval, egy tévékészüléket ejtve a fejére. Kiderül, hogy Randy sérülésekkel ugyan, de túlélte a lövést. Billy rátámad Sidneyre, de az főbe lövi őt. Napfelkeltekor a rendőrség a helyszínre érkezik, a súlyosan sérült Deweyt kórházba viszik, míg Gale rögtönzött riportot ad az éjszaka történtekről.

## Szereplők
| Szerep                               | Színész          | Magyar hang           |
| ------------------------------------ | ---------------- | --------------------- |
| Sidney Prescott                      | Neve Campbell    | Somlai Edina          |
| Casey Becker                         | Drew Barrymore   | Kiss Virág            |
| Dwight "Dewey" Riley seriffhelyettes | David Arquette   | Stohl András          |
| Gale Weathers                        | Courteney Cox    | Kiss Erika            |
| Tatum Riley                          | Rose McGowan     | Zsigmond Tamara       |
| Billy Loomis                         | Skeet Ulrich     | Markovics Tamás       |
| Cotton Weary                         | Liev Schreiber   | (nem szólal meg)      |
| Stuart Macher                        | Matthew Lillard  | Seszták Szabolcs      |
| Randy Meeks                          | Jamie Kennedy    | Fekete Zoltán         |
| Kenneth Jones                        | W. Earl Brown    | Csuja Imre            |
| Burke seriff                         | Joseph Whipp     | Balázsi Gyula         |
| Neil Prescott                        | Lawrence Hecht   | Rosta Sándor          |
| Mr. Becker                           | David Booth      | Cs. Németh Lajos      |
| Telefonhang                          | Roger L. Jackson | Kolovratnik Krisztián |

## Filmzene
1. Gus – "Don't Fear The Reaper"
2. Catherine – "Whisper"
3. Julee Cruise & The Flow – "Artificial World" (Interdimensional Mix)
4. Nick Cave and the Bad Seeds – "Red Right Hand"
5. Sister Machine Gun – "Better Than Me"
6. Alice Cooper – "School's Out"
7. Birdbrain – "Youth Of America"
8. The Connells – "Bitter Pill"
9. Republica – "Drop Dead Gorgeous"
10. Moby – "First Cool Hive"
11. SoHo – "Whisper To A Scream"
12. Dillon Dixon, Marco Beltrami & Steve Carnelli – "I Don't Care"
13. Republica – "Ready To Go"

## Díjak, jelölések
| Év   | Díj             | Kategória                    | Jelölt           | Eredmény |
| ---- | --------------- | ---------------------------- | ---------------- | -------- |
| 1998 | ASCAP Award     | Top Box Office Films         | Marco Beltrami   | Elnyerte |
| 1997 | Szaturnusz-díj  | Legjobb női főszereplő       | Neve Campbell    | Elnyerte |
| 1997 | Szaturnusz-díj  | Legjobb horrorfilm           |                  | Elnyerte |
| 1997 | Szaturnusz-díj  | Legjobb forgatókönyv         | Kevin Williamson | Elnyerte |
| 1997 | Szaturnusz-díj  | Legjobb rendező              | Wes Craven       | Jelölve  |
| 1997 | Szaturnusz-díj  | Legjobb férfi mellékszereplő | Skeet Ulrich     | Jelölve  |
| 1997 | Szaturnusz-díj  | Legjobb női mellékszereplő   | Drew Barrymore   | Jelölve  |
| 1997 | Grand Prize     |                              | Wes Craven       | Elnyerte |
| 1997 | IHG Award       | Legjobb film                 |                  | Elnyerte |
| 1997 | MTV Movie Award | Legjobb film                 |                  | Elnyerte |
| 1997 | MTV Movie Award | Legjobb női alakítás         | Neve Campbell    | Jelölve  |

## Érdekességek
- Az iskola portása/takarítója egy Fred nevű férfi, aki utalás (neve és kinézete miatt) Freddy Kruegerre, a Rémálom az Elm utcában-filmek főszereplőjére.
- A filmet és szereplőit a Horrorra akadva és a Horrorra akadva 2. című vígjátékokban parodizálták.